# 米夏埃爾·貝雷爾
麥克·貝雷爾（德語：Michael Berrer，1980年7月1日—）出生于西德斯图加特，是德國男子职业网球男子运动员。
截止目前，貝雷爾獲得ATP3個單打冠軍和1個雙打冠軍。他的职业生涯最高世界排名是42位（2010年5月）。

## 外部連結
- 官方网站
- 米夏埃爾·貝雷爾（英文/西班牙文）的官方資料
- 米夏埃爾·貝雷爾的國際網球總會 職業／青少年 官方資料（英文）
- 米夏埃爾·貝雷爾的官方資料（英文）